# Doji

Doji

Doji – świeca występująca w japońskich wykresach świecowych, której cena otwarcia i cena zamknięcia są takie same. Za świecę doji w wyjątkowych sytuacjach (duże korpusy sąsiednich świec) można również uznać świecę, której cena zamknięcia zbliżona jest do ceny otwarcia.

## Znaczenie doji w analizie technicznej
Doji jest oznaką braku zdecydowania na rynku, świeca ta sama w sobie nie stanowi jednoznacznego sygnału do odwrócenia, czy też kontynuacji obecnego trendu. Niemniej może prognozować nadchodzące istotne zmiany na rynku, dlatego przy zawieraniu transakcji powinno się poczekać na dodatkowe sygnały potwierdzające przypuszczenia inwestora.
Kontynuacja trendu po świecy doji potwierdza jego siłę.

## Inne rodzaje świec doji

Długonogie doji
Ważka doji
Nagrobek doji

### Długonogie doji
Świecę charakteryzują długie cienie dolny oraz górny potwierdzające jeszcze większe niezdecydowanie na rynku.

### Ważka doji
Świecę można rozpoznać po długim dolnym cieniu, często jest wyraźną oznaką nadchodzącej hossy.

### Nagrobek doji
W przeciwieństwie do ważki doji nagrobek doji charatkeryzuje cień występujący tylko w górnej części. Im dłuższy cień tym silniejsza oznaka bessy.

### Czterocenowe doji
Czterocenowe doji to pozioma kreska oznaczająca, że ceny otwarcia, zamknięcia, maksymalna i minimalna były równe. Wskazuje na niezdecydowanie rynku lub niską płynność.